# Allotropa antennalis
Allotropa antennalis är en stekelart som beskrevs av Peter Neerup Buhl 2001. Allotropa antennalis ingår i släktet Allotropa och familjen gallmyggesteklar. Inga underarter finns listade i Catalogue of Life.